# História do Afeganistão
A história do Afeganistão é marcada pela miscigenação e pelo confluir da influência de diversos povos e civilizações asiáticas, devido à sua posição geográfica estratégica, numa zona de transição, de altos conflitos geopolíticos e de movimentos migratórios. Por estar entre a Índia, a China, o Oriente Médio e a Europa Oriental, o Afeganistão tem uma grande importância como rota comercial, tendo servido historicamente como zona central da Rota de Seda. O Afeganistão como Estado surge em 1823 como "Emirado do Afeganistão", sendo controlado pelo Império Durrani. A criação desse Emirado ocorreu com a unificação de diversas tribos, como os pastós, tajiques, hazaras, usbeques e turcomenos, unificando-os como afegãos.
Os primeiros registros escritos da terra do atual Afeganistão datam de aproximadamente 500 A.P, quando a área era controlada pelo Império Aquemênida. Outras evidências apontam para a existência de culturas urbanas avançadas entre 3000 e 2000 A.P. Alexandre o Grande e o Império Macedônico chegaram no que hoje é o Afeganistão por volta de 330 A.P, após a queda do Império Aquemênida durante a Batalha de Gaugamela. Após isso, inúmeros impérios e Estados se estabeleceram na região, incluindo o reino Greco-Báctrio, o Império Cuchana, o Império Sassânida, o Império Gúrida, a Dinastia Timúrida, o Império Hotaqui, o Império Durrani e muitas outras sociedades persianizadas.

## Civilização greco-búdica
Podemos considerar que o primeiro gérmen nacionalista afegão nasceu durante este período, com a reforma religiosa de Zoroastro (século IV a.C.), que originou um reino monárquico organizado de tribos arianas. Em 329 a.C., a região é conquistada por Alexandre da Macedónia que aí estabeleceu várias cidades designadas por Alexandria. Essas cidades terão dado origem, provavelmente, a Candaar e a Cabul. A primeira Alexandria aí fundada, a “Alexandria dos Arianos” terá dado origem à actual Herate. Depois da morte de Alexandre, a Bactriana foi governada pelos Selêucidas até 250 a.C., ainda que as satrapias de Candaar, Cabul, Herate e Baluchistão tenham sido cedidas por Seleuco Nicátor, em cerca de 305 a.C., a Chandragupta, fundador do Império Máuria e avô de Asoca. Este último, que adotou o budismo como religião, é o autor do mais antigo documento escrito da história do Afeganistão, em grego e aramaico. Em 250 a.C. forma-se, durante o seu reinado, o reino independente de Bactriana que se estenderá até cerca de 125 a.C.. Este será um período particularmente florescente em termos culturais, com a afirmação de uma civilização greco-búdica nascida da troca de influências helênicas e indianas. A região terá tido, durante esta época, uma escrita própria. A partir do final do século II ou início do I a.C. que invasões de tribos nômades indo-europeias vindas da Alta Ásia (primeiro, os Citas, depois, os Partos) darão fim a esta civilização. Nos dois primeiros séculos da era Cristã, a região foi integrada no Império Cuchana, nômades tornados sedentários vindos da China, que se estabeleceram a sul do Amu Dária. Os cuchanas alargaram o seu domínio ao noroeste da Índia, difundindo o budismo como religião de estado, e mantiveram-se na região até ao século VI. O império, que teve o seu auge no reinado de Canisca I (r. 127–150), tornou-se num local de passagem de grande importância no intercâmbio entre o império Romano, a Índia e a China. As rotas das caravanas da Ásia Central, como a “Rota da seda”, ajudaram, por seu lado, à difusão do budismo na China.

## Início da civilização islâmica

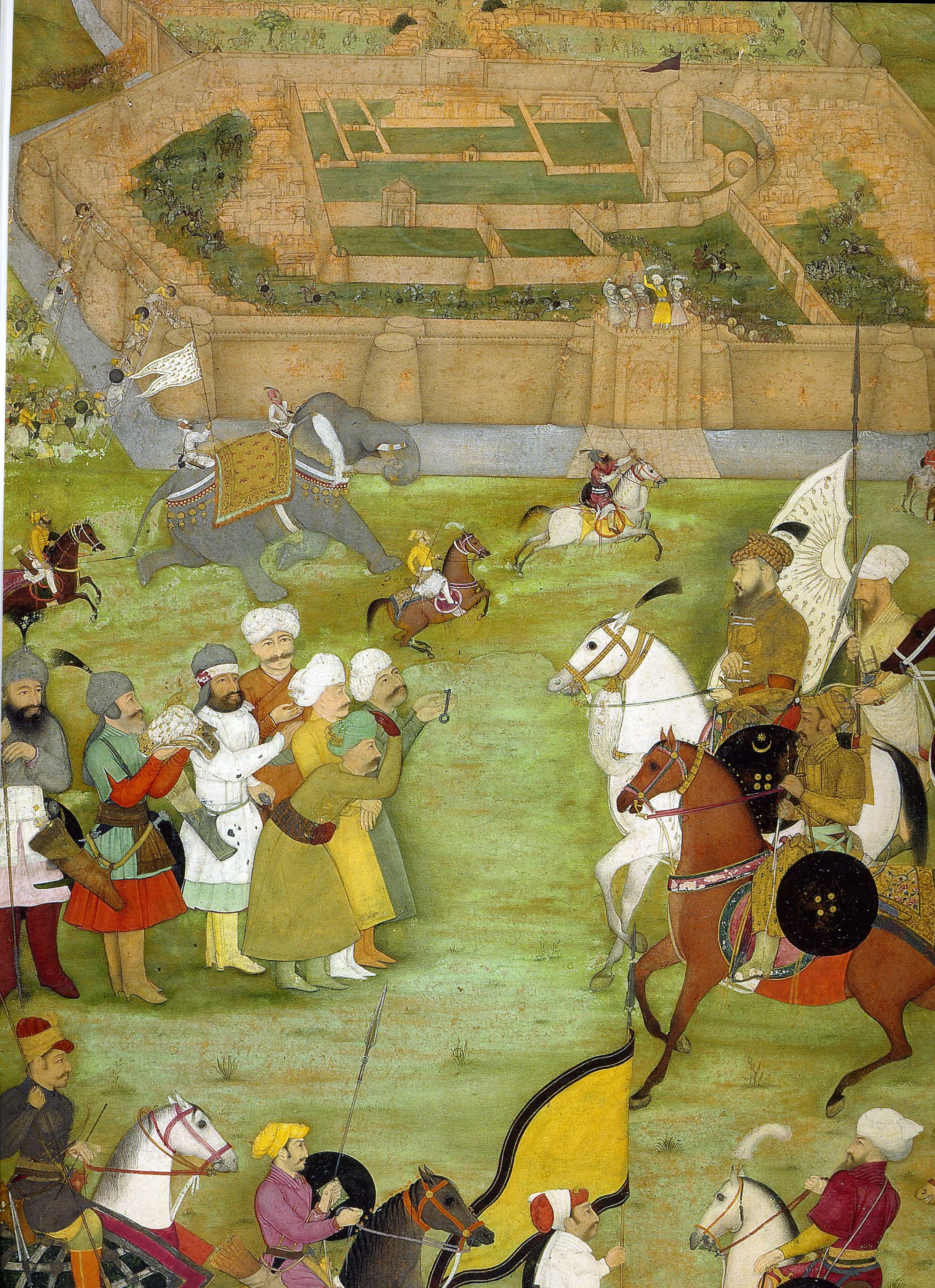
Império Safávida contra Império Mogol em Candaar (1638)

A zona ocidental da região foi, desde o século III, acometida pelos Sassânidas, havendo a realçar a invasão de Sapor I ao Império Cuchana. No final do século IV, início do V, a Báctria é assolada por uma horda de hunos brancos que segue em direcção à Índia, onde os Sassânidas, aliados aos turcos, os derrotam em 568. A região é então partilhada por várias potências, de forma algo complexa. O bramanismo hindu terá nessa altura uma importância decisiva, sendo reafirmada com a dinastia dos Xás de Cabul, substituindo o budismo. Quando os árabes conquistam a região, no século VII (a conquista de Herat dá-se a 651), encontrarão, assim, alguma resistência à implantação do islamismo que, contudo, impor-se-á definitivamente na primeira metade do século VIII. A região passará a ser designada pelos árabes como Coração (País de Leste).
Formaram-se, então, duas dinastias autónomas: os Safávidas e os Samânidas. Os últimos terminam o seu poderio no século X, passando a região a ser controlada por diversas dinastias turcas. No século XIII, os mongóis invadem o território, liderados por Gengis Cã, causando uma devastação que será depois continuada por Tamerlão, à frente dos turco-mongóis. Estes últimos, contudo, serão absorvidos pela cultura islâmica, promovendo mais tarde um certo renascer civilizacional.
Com a descoberta do caminho marítimo para a Índia, a rota da seda deixa de ter a importância que tinha e leva ao abandono do Coração. O grupo étnico dos pachtuns começa então a ganhar alguma importância em relação às outras etnias, principalmente depois de Mir Waïss e do seu filho, Mir Mahmud, que conquistou a capital do Irão, Isfahan. O seu sucessor será considerado um tirano, de modo que é deposto por Nadir Xá, que prosseguirá a política de conquistas (Candaar e Cabul, em direcção a Deli, na Índia).

## O Império dos Durrani (1747-1826)

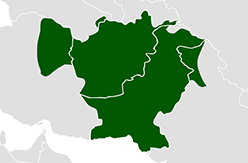
Máxima extensão do Império Durrani, também conhecido como Império Afegão

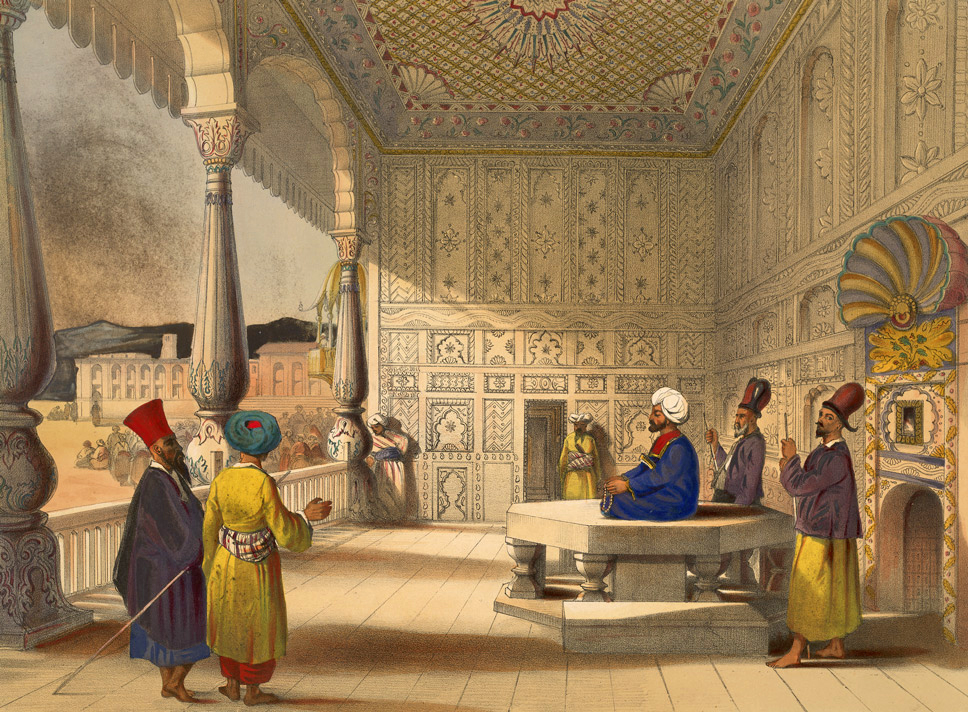
Shah Shuja, o último rei Durrani, sentado em sua corte no interior do Bala Hissar antes de ter sido destruído pelo Exército britânico (1839)

Em 1747, Ahmed Shah Durrani, o fundador do moderno Afeganistão, estabeleceu seu domínio. Durrani, um pachtun, foi eleito pela primeira Loya Jirga após o assassinato do monarca persa, Nadir Shah, que teve lugar no mesmo ano em Khabushan. Durante seu reinado, os Durrani consolidaram em uma só nação tribos, pequenos principados e províncias fragmentadas. Seu poder prorrogou a partir de Mashhad, no oeste da Caxemira, para o leste de Delhi, do rio Amu Dária ao norte, com o Mar Arábico ao sul. Com exceção de um período de nove meses em 1929 até o golpe marxista de 1978 todos os governantes do Afeganistão vieram da confederação tribal de pachtuns Durrani, e a partir de 1818 foram todos membros do clã Mohammadzai daquela tribo.

## Emirado do Afeganistão (1823 – 1926)

### Invasões britânicas no Afeganistão (c. 1830-1919)
Os britânicos transformaram-se na potência principal no subcontinente indiano depois do Tratado de Paris de 1763, mas a coleção de pequenos príncipes e de tribos guerreiras que compunham o Afeganistão não lhes interessou até ao século XIX. Em 1809, sem saber em que direção iam as ambições de Napoleão Bonaparte, ainda fizeram um pacto com o líder de uma das facções em que se tinha estilhaçado a Dinastia Durrani, na região. Foi então que o Império Russo começou a ganhar vantagem na região afegã para pressionar a Índia britânica.
O confronto entre os impérios britânico e russo expandiram significativamente influenciando o Afeganistão durante o século XIX no que foi denominado "Grande Jogo". A preocupação britânica com os avanços russos na Ásia Central e a influência crescente na Pérsia culminaram em duas guerras anglo-afegãs e o "Cerco de Herat" entre 1837-1838, em que os persas, tentando retomar o Afeganistão e expulsar os britânicos e os russos, enviou exércitos no país e lutou contra os exércitos britânicos na maior parte ao redor e na cidade de Herat.

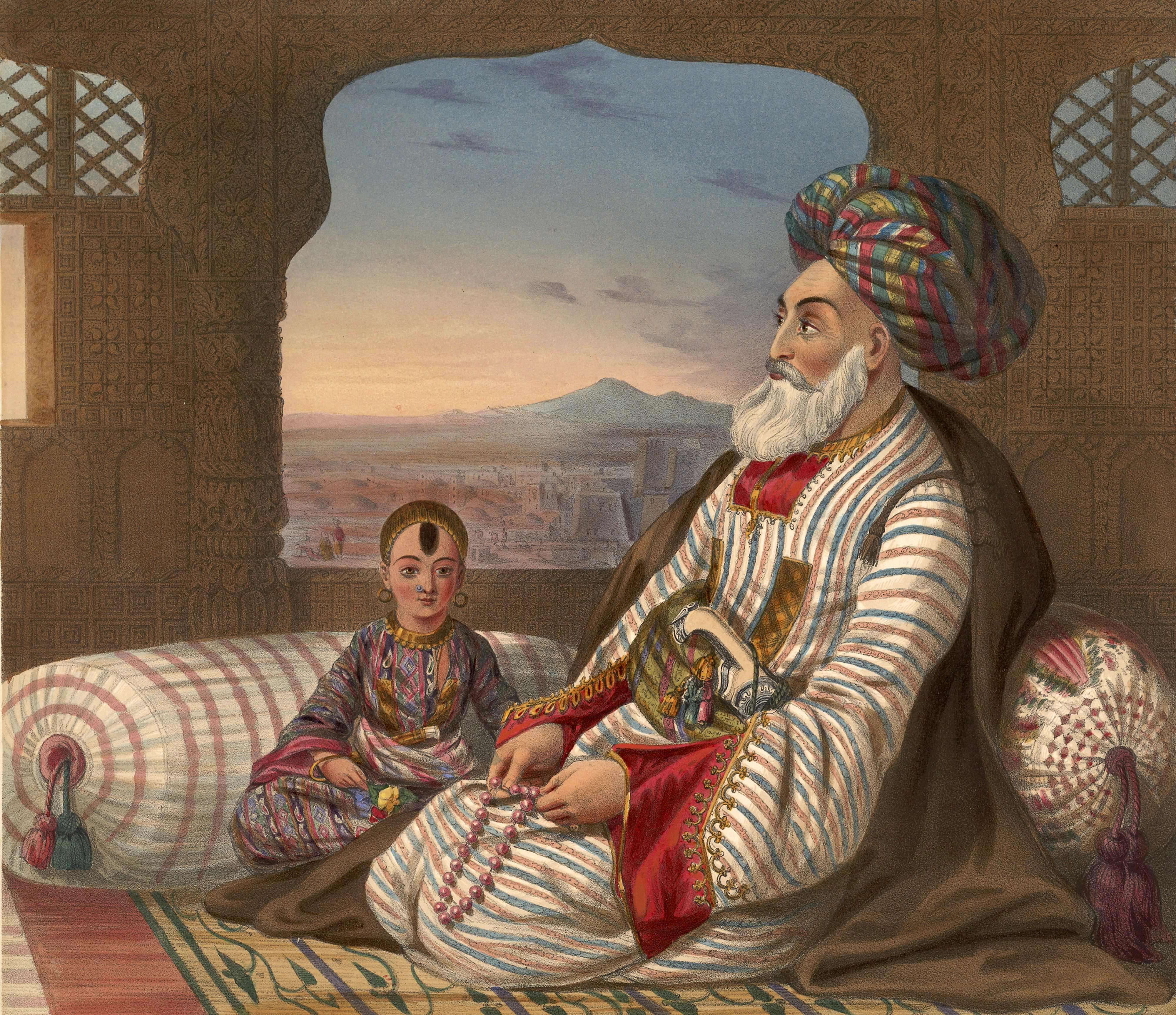
Doste Maomé Cã com seu filho mais novo (1839)

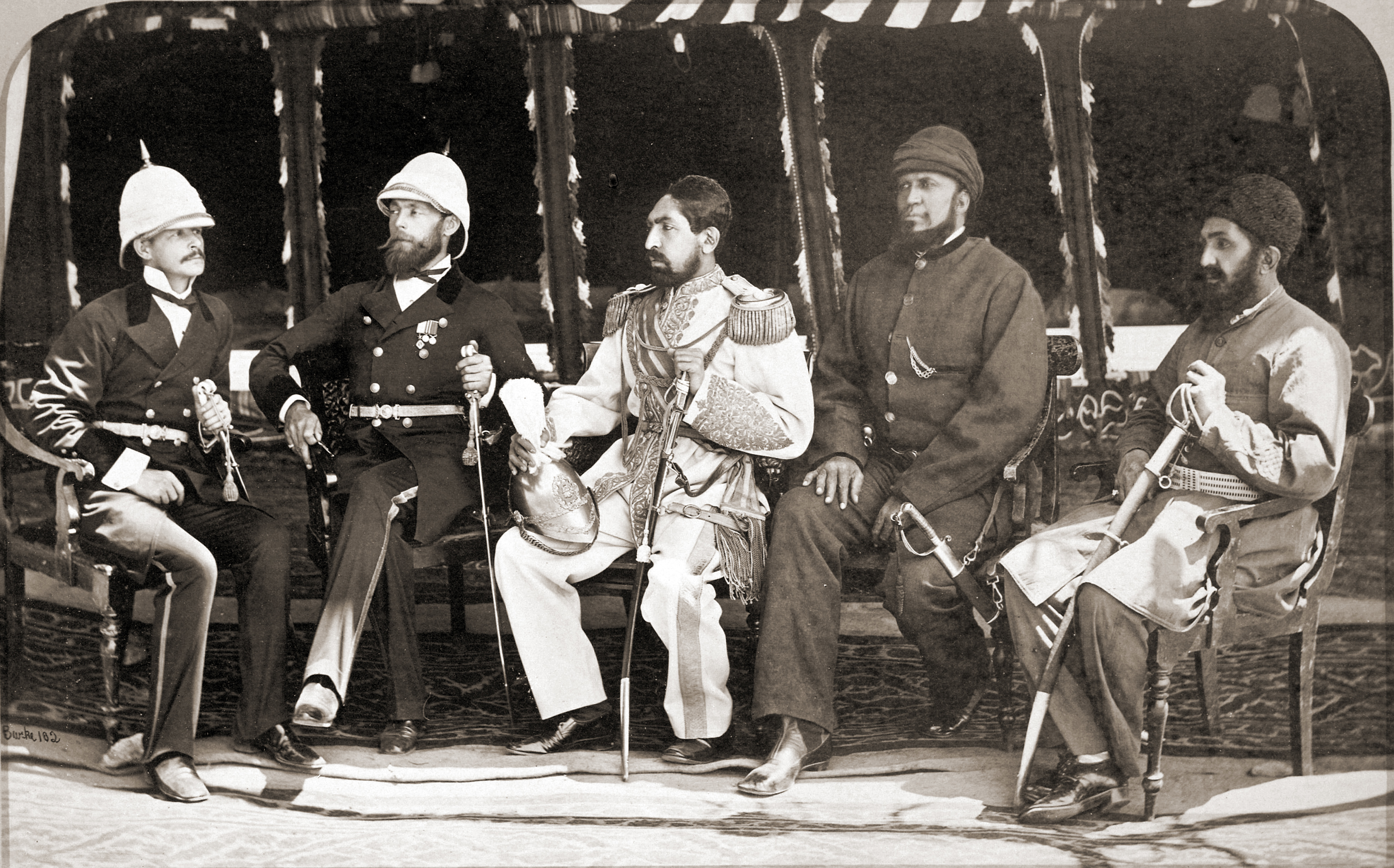
O rei Maomé Iacube Cã com Sir Pierre Louis Napoleon Cavagnari da Grã-Bretanha em 26 de maio de 1879, quando o Tratado de Gandamak foi assinado

A potência principal no Afeganistão era Doste Maomé Cã. Entre 1818 e 1835 tinha unido a maioria dos povos afegãos sob o seu domínio. Em 1837, os britânicos tinham-lhe proposto uma aliança por temerem uma invasão Russo-Persa do Afeganistão. Entretanto os britânicos e Doste Maomé desentenderam-se e os britânicos decidiram invadir o país na chamada Primeira Guerra Anglo-Afegã (1839-1842), que resultou na destruição do exército britânico, é lembrado como um exemplo da ferocidade da resistência afegã ao domínio estrangeiro.
Em 1839, entre abril e agosto, os britânicos conquistaram as planícies e as cidades de Candaar no sul, Gásni e Cabul, a capital. Doste Maomé rendeu-se e foi exilado na Índia, e os britânicos colocaram Xá Xujá no poder. Mas grande parte do país continuava a opor-se ativamente aos britânicos, sendo o filho de Doste Maomé, Aquebar Cã, o mais ativo.
Em novembro de 1841, um antigo oficial britânico, Sir Alexander 'Sekundar' Burnes, e os seus ajudantes foram mortos por uma multidão em Cabul. As forças britânicas acantonadas no exterior de Cabul não agiram de imediato. Nas semanas seguintes os generais britânicos Elphinstone e McNaghten tentaram negociar com o Akbar Khan, mas McNaghten foi morto numa das reuniões. Em janeiro de 1842, Elphinstone seguiu uma estratégia incomum: os britânicos e os seus seguidores saíram de Cabul e tentaram voltar a Peshwar. A caravana era composta por 15 a 30 000 pessoas. Apesar de Akbar Khan ter dado garantias de segurança, os britânicos foram atacados durante toda a viagem. Oito dias após ter deixado Cabul um sobrevivente conseguiu chegar a Jalalabad. Shah Sujah foi assassinado e Doste Maomé reconquistou o trono, governando até 1863.
Doste Maomé foi sucedido pelo filho Sher Ali (Akbar Khan morreu em 1845). Depois de uma algumas lutas internas em 1860, Sher Ali aproximou-se da Rússia czarista, que tinha estendido sua influência ao Turquemenistão. Em consequência desta amizade política, em novembro de 1878 os britânicos invadiram outra vez o Afeganistão e voltaram a tomar Cabul iniciando a Segunda Guerra Anglo-Afegã (1878-1880). Sher Ali fugiu para o norte do Afeganistão mas morreu em Mazar-i-Sharif antes que pudesse organizar todas as forças. Os britânicos apoiaram o filho de Shir Ali, Yaqub Khan, como o sucessor e o forçaram a assinar o Tratado de Gandumak. Era um tratado extremamente desfavorável e colocou os povos afegãos contra aos britânicos.
Por volta de 1881 os britânicos tinham bastado a si mesmos e a despeito da vitoriosa carnificina na batalha de Maiwand, em julho de 1880, saíram. Os britânicos dominaram algum território e mantiveram sua influência, mas em um golpe a seu favor, colocaram Abdur Rahman no trono. Um homem leal aceitável para britânicos, russos e para o povo afegão. Durante o seu reinado (1880-1901), os britânicos e os russos criaram oficialmente os limites do que se tornaria o Afeganistão moderno. Os britânicos mantiveram o controle efetivo sobre assuntos estrangeiros de Cabul.
Governou o Afeganistão de forma firme até 1901 e foi sucedido por seu filho Habibullah Khan.
Na Convenção de São Petersburgo em 1907 a Rússia concordou que o Afeganistão ficasse fora de sua esfera de influência. Habibullah, que conseguiu manter a neutralidade do Afeganistão durante a Primeira Guerra Mundial e assistiu ao primeiro movimento pela adopção de uma constituição no país, foi assassinado por nacionalistas em 1919 e substituído por seu filho Amanullah Khan. Amanullah declarou a independência total e provocou a Terceira Guerra Anglo-Afegã. Após muita discordância, os britânicos concordaram com autonomia plena. Em agosto de 1919, o Tratado de Rawalpindi foi assinado. Amanullah fez também reformas profundas na política interna do país, ao abolir a servidão. Chegou, inclusive, a tocar no estatuto da mulher, o que provocou descontentamentos e o obrigou a exilar-se.

### Reformas de Amanullah Khan e a guerra civil

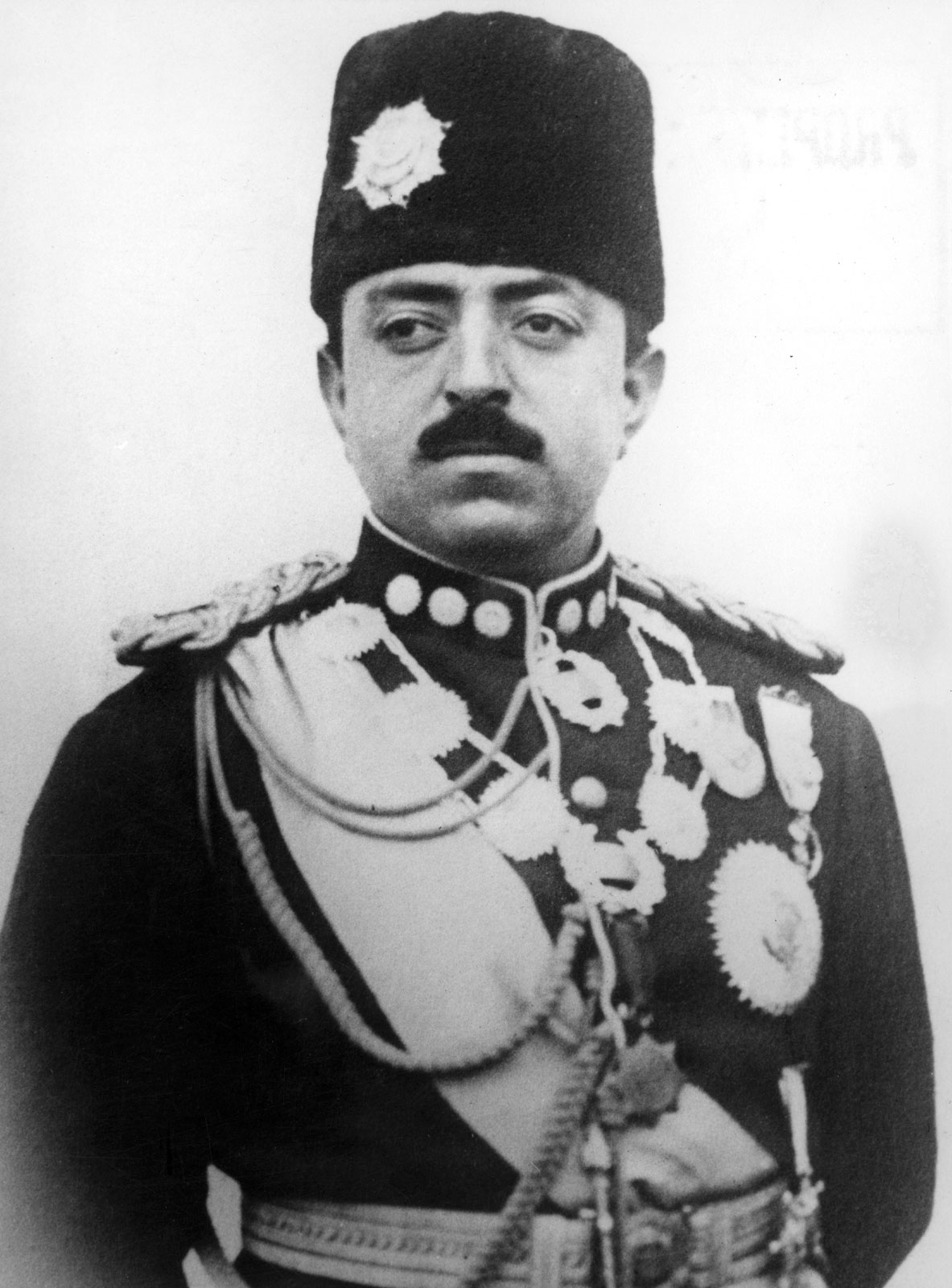
Rei Amanullah Khan

O rei Amanullah Khan moveu-se para acabar com o isolamento tradicional do seu país nos anos seguintes a terceira guerra anglo-afegã. Ele estabeleceu relações diplomáticas com a maioria dos grandes países e, após 1927 com a Europa Ocidental e a Turquia (durante o qual ele observou a modernização e a secularização avançada por Atatürk), introduziu várias reformas destinadas a modernizar o Afeganistão. Uma força-chave por trás dessas reformas foi Mahmud Tarzi, ministro da relações exteriores de Amanullah Khan, e pai-de-lei - e um fervoroso adepto da educação das mulheres. Ele lutou para que o artigo 68 da primeira Constituição do Afeganistão (declarado através de uma Loya Jirga), que tornou obrigatório o ensino fundamental. Algumas das reformas que foram realmente postas em prática, como a abolição do véu muçulmano tradicional para as mulheres e a abertura de um número de escolas coeducativas, rapidamente afastou muitos líderes tribais e religiosos. Confrontado com a esmagadora oposição armada, Amanullah foi forçado a abdicar em janeiro de 1929 depois que Cabul caiu por forças lideradas por Habibullah Kalakani.

## Reino do Afeganistão (1929-1973)

### Reinados de Nadir Shah e Zahir Shah

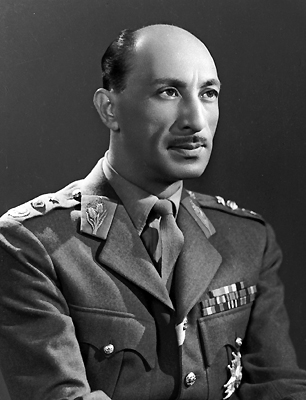
Mohammad Zahir Shah em 1963

O Príncipe Mohammed Nadir Khan, primo de Amanullah Khan, por sua vez derrota e executa Habibullah Kalakani no início de novembro de 1929. Ele logo foi proclamado como rei Nadir Khan. Começou por consolidar o poder e regenerar o país. Abandonou as reformas de Amanullah Khan, em favor de uma abordagem mais gradual para a modernização. Em 1933, porém, foi assassinado em uma vingança por um estudante de Cabul.
Mohammad Zahir Shah, filho de Nadir Khan de 19 anos, assumiu o trono e reinou de 1933 a 1973. Até 1946, Zahir Shah reinou com a ajuda de seu tio Sardar Mohammad Hashim Khan, que ocupou o posto de Primeiro-Ministro e continuou as políticas de Nadir Shah. Em 1946, outro dos tios de Zahir Shah, Sardar Shah Mahmud Khan, tornou-se primeiro-ministro e iniciou uma experiência que permitiu uma maior liberdade política, mas reverteu a política quando ela foi mais longe do que esperava. Em 1953, ele foi substituído como primeiro-ministro por Mohammed Daoud Khan, primo e cunhado do rei. Daoud buscou uma relação mais estreita com a União Soviética e mais distante do Paquistão. No entanto, as disputas com o Paquistão levaram a uma crise econômica e ele foi convidado a se demitir em 1963. De 1963 até 1973, Zahir Shah assumiu um papel mais ativo.
Em 1964, o rei Zahir Shah promulgou uma constituição liberal, que prevê uma legislatura bicameral em que o rei nomeou um terço dos deputados. O povo elegeu um terço, e o restante foram selecionados indiretamente pelas assembleias provinciais. Apesar do "experimento da democracia" Zahir produziu poucas reformas duradouras, que permitiu o crescimento de partidos extremistas não oficiais tanto de esquerda quanto de direita. Estes incluíram o comunista Partido Democrático do Povo do Afeganistão (PDPA), que tinha laços ideológicos estreitos com a União Soviética. Em 1967, o PDPA se dividiu em duas grandes facções rivais: o Khalq (massas) foi dirigido por Nur Mohammad Taraki e Hafizullah Amin, que foram apoiados por elementos dentro das forças armadas, e os Parcham (insígnia), liderado por Babrak Karmal.

## República do Afeganistão e o fim da monarquia

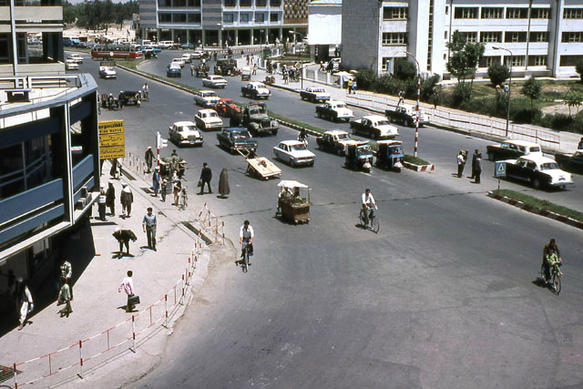
Kabul (1970s)

Em meio a acusações de corrupção e prevaricação contra a família real e as más condições econômicas criadas pela grave seca de 1971-1972, o ex-primeiro-ministro Mohammad Sardar Daoud Khan, que era primo do Rei Zahir tomou o poder em um golpe de Estado sem violência em 17 de julho de 1973, enquanto Zahir Shah estava recebendo tratamento para problemas oculares e terapia para a lombalgia na Itália. Daoud aboliu a monarquia, revogou a Constituição de 1964, e declarou o Afeganistão uma república com ele como seu primeiro presidente e primeiro-ministro. Suas tentativas de realizar as reformas econômicas e sociais necessárias reuniram-se com pouco sucesso, e a nova Constituição promulgada em fevereiro de 1977 não conseguiu acabar com a instabilidade política crônica. As modificações manifestadas na sociedade afegã também ajudaram ao golpe de Estado: a família real tinha, insolitamente, estabelecido relações de colaboração com a esquerda contrária à monarquia tradicional, apoiada nos chefes das tribos mais influentes (principalmente, os pachtuns). Daud prosseguirá uma política de aproximação aos países muçulmanos, principalmente com a Arábia Saudita e com o Xá do Irã, o que não será visto com agrado pela União Soviética e levará ao fim do seu governo.
Como a desilusão, em conjunto, em 1978, um proeminente membro do Partido Democrático Popular do Afeganistão (PDPA), Mir Akbar Khyber (ou "Kaibar"), foi morto pelo governo. Os dirigentes do PDPA aparentemente temiam que Daoud estava planejando exterminá-los, especialmente porque a maioria deles foram presos pelo governo logo depois. No entanto, Hafizullah Amin e um número de oficiais militares da ala da facção do Khalq do PDPA conseguiram resistir, em geral, e organizar um golpe militar, no que ficaria conhecido como a "Revolução de Saur" (período que vai de 22 de Abril a 22 de Maio).

## República Democrática e invasão soviética

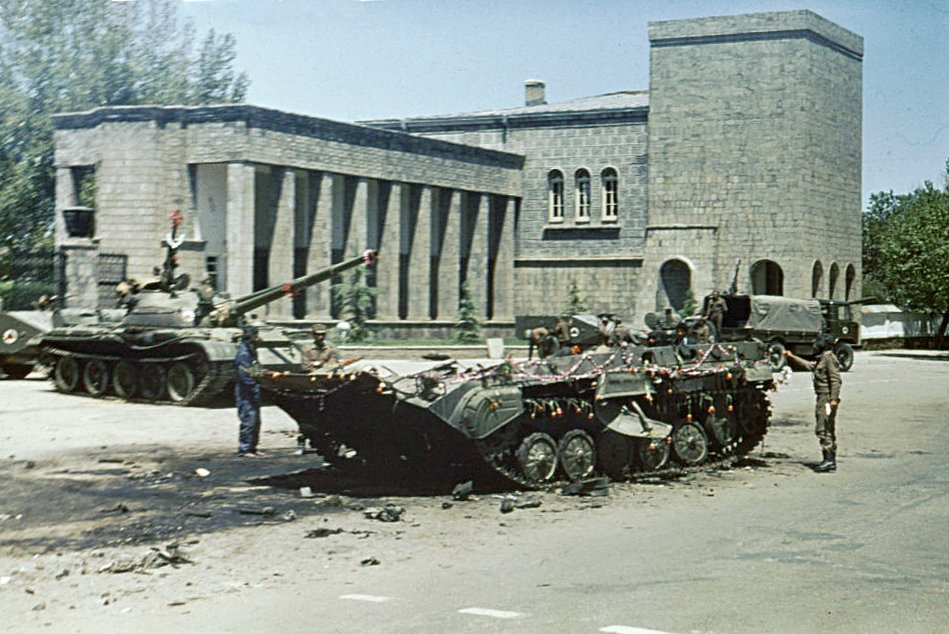
28 de Abril de 1978, um dia depois da Revolução de Saur em Kabul

Em 27 de Abril de 1978, o PDPA, liderado por Nur Mohammad Taraki, Babrak Karmal e Amin Taha, derrubou o governo de Mohammad Daoud, que foi assassinado, juntamente com todos os membros da sua família em um sangrento golpe militar. O golpe ficou conhecido como "Revolução de Saur". Em 1 de maio, Taraki se tornou Presidente, Primeiro-Ministro e Secretário-Geral do PDPA. O país foi então rebatizado de República Democrática do Afeganistão (RDA), e o regime PDPA durou, de alguma forma ou de outra, até abril de 1992.
Em março de 1979, Hafizullah Amin assumiu o cargo de primeiro-ministro, mantendo a posição de marechal de campo e tornando-se vice-presidente do Conselho Supremo de Defesa. Taraki permaneceu Presidente e no controle do Exército. Em 14 de Setembro, Amin derrubou Taraki, que foi morto.
Uma vez no poder, o PDPA implementou uma agenda liberal e marxista-leninista; passou a substituir as leis religiosas e tradicionais para as seculares e marxistas-leninistas. Os homens eram obrigados a cortar suas barbas, as mulheres não podiam usar um chador; mesquitas foram colocadas fora dos limites. O PDPA fez uma série de reformas nos direitos das mulheres, a proibição de casamentos forçados, dando reconhecimento do estado de direito das mulheres ao voto, e introduzindo as mulheres à vida política. O PDPA também promoveu o ateísmo de Estado, e realizou uma reforma agrária mal concebida, que foram mal interpretadas por praticamente todos os afegãos. O Governo proibiu também, no processo, a usura. O PDPA convidou a União Soviética para ajudar na modernização da infra-estrutura econômica do país (principalmente a sua exploração e lavra de minerais raros e gás natural). A URSS enviou também contratados para construir estradas, hospitais e escolas e para perfurar poços de água, também treinaram e equiparam o exército afegão. Após a ascensão do PDPA ao poder, e o estabelecimento da RDA, a União Soviética prometeu ajuda monetária no valor de pelo menos 1,262 bilhões dólares.
Ao mesmo tempo, os comunistas impuseram uma tirania sobre o povo afegão; prenderam, torturaram ou assassinaram milhares de membros da elite tradicional, das instituições religiosas, e os intelectuais. A Human Rights Watch estima que cerca de 100 000 pessoas possam ter sido mortas no campo somente por tropas do governo. Os membros da academia e das minorias étnicas foram mortos, torturados ou presos. Em dezembro de 1978, a liderança do PDPA assinou um acordo com a União Soviética que permita o apoio militar para o PDPA no Afeganistão se fosse necessário. A maioria da população nas cidades, incluindo Cabul deu boas-vindas ou eram ambivalentes a essas políticas.
Contudo, a natureza marxista-leninista e secular do governo, bem como sua forte dependência da União Soviética tornou impopular para a maioria da população afegã. Repressões mergulharam grande parte do país, especialmente nas áreas rurais, em revolta aberta contra o novo governo marxista-leninista. Na Primavera de 1979, revoltas atingiram 24 das 28 províncias afegãs, incluindo grandes áreas urbanas. Mais da metade do exército afegão ou desertaram ou aderiram à insurreição.
Os Estados Unidos viram a situação como uma excelente oportunidade para enfraquecer a União Soviética. Como parte de uma estratégia da Guerra Fria, em 1979, o governo dos Estados Unidos (sob a presidência de Jimmy Carter e do Assessor de Segurança Nacional, Zbigniew Brzezinski) começaram a financiar e treinar secretamente os mujahidins contra forças do governo através do serviço secreto paquistanês conhecido como Inter Services Intelligence (ISI).
Para reforçar a facção Parcham, a União Soviética decidiu intervir em 24 de dezembro de 1979, quando o Exército Vermelho invadiu o seu vizinho do sul. Mais de 100 000 tropas soviéticas participaram da invasão, que foi apoiada por outros cem mil militares afegãos e apoiantes da facção Parcham. Entretanto, Hafizullah Amin foi morto e substituído por Babrak Karmal. Em resposta à ocupação soviética do Afeganistão, durante a administração de Ronald Reagan, os Estados Unidos aumentaram o armamento e financiamento dos mujahidins, que iniciaram uma guerra de guerrilha, graças em grande parte aos esforços de Charlie Wilson e do diretor da CIA Gust Avrakotos. Os primeiros relatos estimam que US$ 6-20 bilhões foram gastos pelos Estados Unidos e a Arábia Saudita, mas os mais recentes relatórios afirmam que a Arábia Saudita e os Estados Unidos forneceram até US$ 40 bilhões em dinheiro e armas, para a criação de grupos islâmicos contra a União Soviética. Os Estados Unidos passaram mais do seu apoio através do ISI paquistanês. A Arábia Saudita também prestou apoio financeiro. Líderes como Ahmad Shah Massoud receberam apenas um auxílio menor em comparação com Gulbuddin Hekmatyar e alguns dos outros partidos, embora Massoud foi nomeado o "afegão que venceu a Guerra Fria" pelo Wall Street Journal.
A ocupação soviética de 10 anos resultou na morte de entre 600 000 e dois milhões de afegãos, a maioria civis. Cerca de 6 milhões de refugiados afegãos fugiram para o Paquistão e o Irã, e de lá fez mais de 38 000 para os Estados Unidos e muitos mais para a União Europeia. Confrontados com a crescente pressão internacional e grande número de baixas em ambos os lados, os soviéticos se retiraram em 1989. Sua retirada do Afeganistão foi vista como uma vitória ideológica nos Estados Unidos, que havia apoiado algumas facções mujahidins através de três administrações presidenciais dos Estados Unidos para combater a influência soviética na proximidade da região rica em petróleo do Golfo Pérsico. A URSS continuou a apoiar o presidente Mohammad Najibullah (ex-chefe do serviço secreto afegão, KHAD) até 1992.

## Estado Islâmico, interferência estrangeira e guerra civil

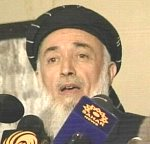
Buranuddin Rabbani

O período de 1989 a 1992, da assim chamada Guerra Civil Afegã, começou depois que os soviéticos se retiraram do Afeganistão, deixando os comunistas afegãos a defender-se contra os mujahidins. Surpreendentemente, o regime sobreviveu à retirada dos soviéticos e à progressiva redução da ajuda econômica e militar. As ofensivas guerrilheiras, fortalecidas pela continuidade da ajuda externa, não conseguiram derrubar o governo, nem chegar a um acordo para formar uma nova administração. A capital Cabul se transformara numa cidade-Estado, onde refugiados do campo e segmentos urbanos apoiavam o governo. Com a dissolução da União Soviética a ajuda foi completamente cortada, levando ao colapso do governo.
A fase de 1992 a 1996 da Guerra Civil Afegã começou com a renúncia do presidente Najibullah do Governo do Afeganistão e a entrada dos grupos mujahidins em Cabul. O combate envolveu múltiplas facções até os talibãs entraram na cidade em 1996, foi amplamente combatido em três frentes. O Oeste da cidade era controlado em grande parte por Hezbe Wahdat e o Jamiat-e Islami aliado de Ittehad-I-Islami. O norte da cidade estava sob controle das forças de Ahmad Shah Massoud e Jamiat-e Islami, enquanto o Sul estava em grande parte sob o controle de Gulbuddin Hekmatyar do Hezbi Islami.
Uma Loya Jirga – conselho de notáveis formado por líderes tribais, autoridades religiosas e anciãos – instala um governo islâmico moderado, liderado por Burhanuddin Rabbani; entretanto o poder de fato fica com os chefes militares regionais corruptos e bandos armados. Assim, os partidos políticos no Afeganistão chegaram a acordo sobre um acordo de paz e partilha do poder (os Acordos de Peshawar). Os Acordos de Peshawar criaram o Estado Islâmico do Afeganistão, e nomeou um governo interino para um período de transição. Os remanescentes do regime derrubado juntaram-se a diferentes grupos, que tenderam a se agrupar por etnias. Estes, por sua vez, recebiam apoio externo de potências regionais, desejosas de ocupar o vazio de poder provocado pela desintegração da URSS. Muitos dos partidos vinculavam-se aos novos países da Ásia Central, em que sua etnia era majoritária. Mas havia uma divisão dominante: os moderados (como Massud), desejosos de um governo de coalizão e independência externa, e os fundamentalistas (como Hekmatyar), ligados ao Paquistão e ao Ocidente.
O governo do presidente Rabbani, foi reconhecido internacionalmente, mas combatido por Hekmatyar. Os países recém-independentes da Ásia central, abastados em petróleo e situados entre a Rússia e a China, constituíam uma nova realidade geopolítica, ambicionada pelo Ocidente. O Afeganistão, localizado entre o Irã e a China, ocupava uma posição importante, representando o único acesso à região. Assim, as companhias sauditas e estadunidenses desejavam construir um oleoduto ligando o petróleo do Mar Cáspio ao Oceano Índico, evitando desse modo, a Rússia e o Irã. Assim, necessitavam de um governo servil em Cabul.
Em 1995, o Hezb-i-Islami de Gulbuddin Hekmatyar, o Hezb-i Wahdat apoiado pelo Irã, assim como as forças Junbish de Abdul Rashid Dostum foram derrotados militarmente na capital Cabul por forças do governo interino de Massoud que posteriormente tentou iniciar um processo de política nacional com o objetivo de consolidação nacional e eleições democráticas. O Paquistão buscou, então, uma alternativa, com ajuda estadunidense e saudita, seus serviços de inteligência recrutaram entre os campos de refugiados os estudantes das madrassas, uma poderosa milícia, oferecendo treinamento, armas, dinheiro e apoio aéreo. Num país economicamente devastado, socialmente esgotado e politicamente decepcionado com a continuação da guerra civil pelos partidos tradicionais, o surgimento deste grupo em 1994, que pregava a unidade, a ordem, o fim da guerra e a criação de um Estado islâmico “puro”, passou a ser visto para amplos segmentos da população como a única organização capaz de proteger os afegãos dos desmandos praticados pelas diversas facções guerrilheiras. Após a conquista de Candaar e Herat, no oeste, eles avançaram gradativamente rumo à capital.

## Regime Talibã e a Frente Unida

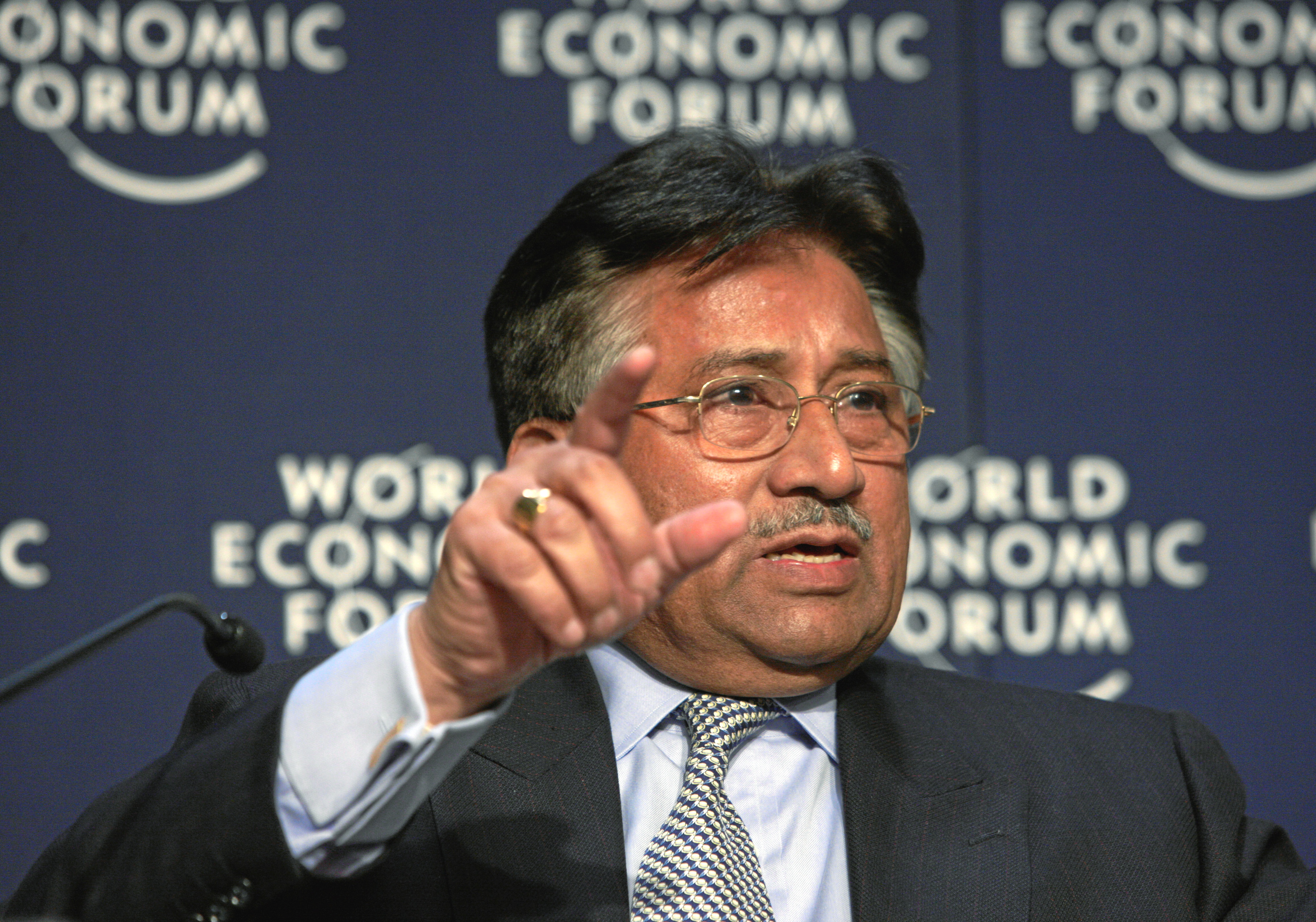
O ex-presidente paquistanês, Pervez Musharraf envia mais tropas contra a Frente Unida de Ahmad Shah Massoud que o Talibã afegão

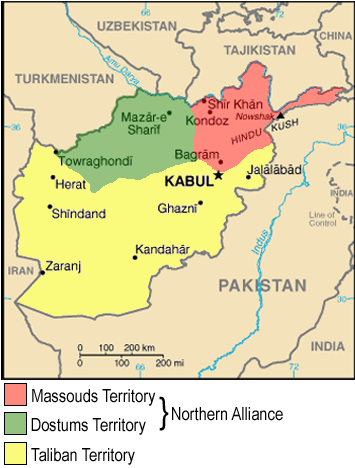
Mapa da situação no Afeganistão no final de 1996; territórios de Massoud (vermelho), Dostum (verde) e do Talibã (amarelo)

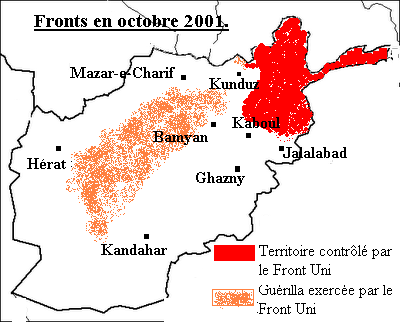
Mapa da situação no Afeganistão em agosto de 2001 até outubro de 2001

A fase mais recente da guerra civil afegã - que já dura duas décadas - tem início em 1992, quando uma aliança de movimentos guerrilheiros derruba o regime pró-comunista de Mohammad Najibullah. As negociações para a formação de um governo de coalizão degeneram em confrontos, e, em 1996, o Talibã (milícia sunita de etnia patane, a mais numerosa do país) assume o poder e implanta um regime fundamentalista islâmico. Cerca de 1 milhão de pessoas morrem na guerra. Outros 2,5 milhões estão refugiados em países vizinhos.
Lutas subsequentes entre as várias facções mujahidin, permitiram que os fundamentalistas do Talibã pudessem se apropriar da maioria do país. Além da rivalidade civil continuada, o país sofre de enorme pobreza, de uma infraestrutura devastada, e da exaustão de recursos naturais. Nos últimos dois anos, o país sofre com a seca. Estas circunstâncias conduziram três a quatro milhões de afegãos a sofrerem de inanição.
O Talibã começou a bombardear Cabul, no início de 1995, mas foram derrotados pelas forças do governo do Estado Islâmico sob Ahmad Shah Massoud. Em 26 de setembro de 1996, o Talibã com apoio militar por parte do Paquistão e o apoio financeiro da Arábia Saudita preparou para uma outra grande ofensiva contra Massoud que ordenou uma retirada completa de Cabul. Os talibãs tomaram Cabul em 27 de setembro de 1996, derrubaram e colocaram em fuga o presidente Burhanuddin Rabbani, e estabeleceram o Emirado Islâmico do Afeganistão. Na verdade, torna-se presidente Mulá Mohammed Omar, com o Talibã controlando 75% do território afegão. Os adversários foram executados e Najibullah foi capturado, quando se encontrava refugiado na representação da ONU. Ele e seu irmão foram castrados, enforcados e, após, trucidados em praça pública.
Desde então, o Talibã estabelece um regime teocrático com base em uma interpretação fundamentalista da sharia, revogando todo conselho eleito (começando pelo Parlamento); ordenou-se a destruição de bibliotecas, de televisores e vídeos, além de obrigar os homens a usar barbas e padronizar o corte de cabelo e o vestuário masculino e feminino, o novo regime instituiu também regras que restringiram severamente a liberdade das mulheres (como a exigência de usar a burca). Estas medidas de controle chegaram a tal ponto que as janelas das casas deveriam estar preparadas para que ninguém possa ver as mulheres da casa de fora. Eram obrigadas a usar sapatos silenciosos e não podiam falar livremente.
Durante os anos do regime talibã, as mulheres eram proibidas de trabalhar ou sair sem estarem acompanhadas por um membro da família do sexo masculino. As mulheres com carreiras como médicas ou advogadas, perderam seus empregos e permaneceram confinadas em suas casas. O resultado direto é que as famílias em que não havia ninguém para fornecer renda eram obrigados a mendigar ou a morrer de fome. Além disso, os hospitais e os cuidados de saúde para as mulheres eram escassos, pois os médicos do sexo masculino não poderiam atendê-las. Casos de depressão aumentaram a um ritmo alarmante entre as mulheres, bem como o número de suicídios. Muitas mulheres escolheram o suicídio em vez de viver sob a opressão e a injustiça.
Após a queda de Cabul, Ahmad Shah Massoud e Abdul Rashid Dostum, anteriormente arquiinimigos, criaram a Frente Unida (Aliança do Norte) contra os talibãs que estavam preparando ofensivas contra as demais áreas no âmbito do controle de Massoud e aquelas sob o controle de Dostum. A Frente Unida, incluído ao lado das forças de Massoud dominantemente tadjiques e as forças uzbeques de Dostum, facções hazaras e forças pashtuns sob a liderança dos comandantes, como Abdul Haq, Haji Abdul Qadir, Qari Baba ou o diplomata Abdul Rahim Ghafoorzai. Desde a conquista do Talibã em 1996 até novembro de 2001, a Frente Unida controlou cerca de 30% da população do Afeganistão, em províncias como Badaquistão, Capisa, Takhar e partes de Parwan, Kunar, Nuristão, Laghman, Samangan, Kunduz, Ghor e Bamiã.
De acordo com um relatório de 55 páginas pelas Nações Unidas, o Talibã, enquanto tenta consolidar o controle sobre o Afeganistão do norte e oeste, cometeram massacres sistemáticos contra civis. O Talibã tinha como alvo especialmente as populações de de religião xiita ou etnia hazara. Ao tomar Mazar-i-Sharif, em 1998, cerca de 4 000 civis foram executados pelos talibãs e muitos mais relatos de torturados. Entre mortos em Mazar-i-Sharif foram vários diplomatas iranianos. Outros foram seqüestrados pelo Talibã, desencadeando uma crise de reféns que praticamente escalou para uma guerra em grande escala, com 150 mil soldados iranianos se concentrando na fronteira com o Afeganistão ao mesmo tempo. Foi mais tarde admitido que os diplomatas foram mortos pelo Talibã, e seus corpos foram levados para o Irã.
Os documentos também revelam o papel das tropas de apoio árabes e paquistanesas nestas mortes. A chamada Brigada 055 de Osama bin Laden foi responsável pelos assassinatos em massa de civis afegãos.
O presidente paquistanês, Pervez Musharraf - então como chefe do Exército - foi responsável pelo envio de milhares de paquistaneses para lutar ao lado do Talibã e Bin Laden contra as forças de Massoud. No total, foram creditados a 28 mil paquistaneses combatendo no Afeganistão.

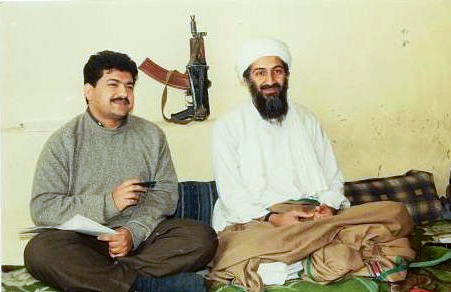
Osama bin Laden com o jornalista paquistanês Hamid Mir em novembro de 2001

O novo regime do Mulá Omar (reconhecido apenas pelo Paquistão, Arábia Saudita e Emirados Árabes Unidos) cria todas as condições para o Afeganistão se tornar o refugio de Osama bin Laden instalar ali a base para a sua rede terrorista, Al-Qaeda. O Afeganistão realmente treina e incentiva o fundamentalismo islâmico e o terrorismo cujos resultados deste prejudicam as relações com os Estados Unidos. De 1996 a 2001, a Al Qaeda de Osama Bin Laden e Ayman al-Zawahiri se tornou um Estado dentro do Estado do Talibã. Bin Laden enviou recrutas árabes para se unir à luta contra a Aliança do Norte. Dos cerca dos 45 mil soldados paquistaneses do Talibã e da Al-Qaeda lutando contra o forças de Massoud apenas 14 000 eram afegãs.
Em agosto de 1998, Mazar-I-Sharif, bastião usbeque de Douston, foi conquistado, bem como o reduto dos xiitas hazaras. O comandante Massud, último apoio do governo (que continua a ser reconhecido internacionalmente), controla ainda 10% do nordeste afegão, predominantemente habitado por tadjiques e o Vale do Panjshir, que os talibãs não conseguiram controlar. Ele é apoiado pela Rússia, Índia e Irã.
Fracassam, em meados de 1999, as negociações de paz - patrocinadas pela Arábia Saudita - entre o governo fundamentalista islâmico do Talibã e a Frente Islâmica Unida de Salvação do Afeganistão (Fiusa), agrupamento de facções étnicas e tribais de oposição sob a liderança do ex-ministro da Defesa Ahmed Shah Massud.
Sob o governo do Talibã, o país corre o risco de transformar-se no epicentro de conflitos regionais. O Irã ameaçou deslocar tropas em defesa da minoria xiita afegane. O governo indiano acusa o Talibã de apoiar os separatistas muçulmanos na Caxemira. E a Federação Russa denuncia o envolvimento do Afeganistão com os separatistas muçulmanos da Chechênia e do Daguestão. Os Estados Unidos, que armaram os guerrilheiros islâmicos durante a invasão soviética do Afeganistão (1979-1989), agora pressionam o Talibã para que extradite o milionário saudita Osama Bin Laden, responsabilizado pelos ataques terroristas a suas embaixadas na África (no Quênia e na Tanzânia). Como resultado deste atentado, em agosto de 1998, os Estados Unidos bombardearam campos afegãos da Al-Qaeda, em retaliação.
A ONU impõe sanções econômicas ao país em novembro de 1999 até que Bin Laden seja entregue a um tribunal internacional. Em janeiro de 2000, a ONU ampliou as sanções, decretando um embargo de armas, o fechamento dos escritórios internacionais da Ariana, a linha aérea afegã, e o congelamento dos bens do regime no exterior.
A 10 de setembro, a oposição armada Frente Unida anuncia que o líder Ahmed Shah Massud sofreu o atentado no dia anterior por 2 falsos jornalistas árabes da Argélia; suspeita-se que o atentado foi ordenado pelo Bin Laden.

## Invasão norte-americana
Dois dias depois do assassinato de Massoud, 3 000 pessoas morreram em solo dos Estados Unidos nos ataques de 11 de setembro de 2001. O atentado às Torres Gêmeas, cometido em Nova Iorque quando eram 17h e 15m no Afeganistão, não é noticiado nesse país, tornando-se o único a não falar do assunto. Na madrugada do dia 12 de setembro, um bombardeio atribuído por forças da Frente Unida às 1h e 45m, ataca o Aeroporto de Cabul, sendo transmitido pela CNN, que chegou ser atribuído por Estados unidos, que negaram o ataque.
Os atentados de 11 de setembro são atribuídos a Osama bin Laden, líder da Al Qaeda, protegido pelo Talibã. Os Estados Unidos pedem ao Talibã sua extradição para as autoridades dos Estados Unidos e a dissolução das bases da Al-Qaeda no Afeganistão, o que são recusados. Assim, as forças aéreas britânicas e estadunidenses começam a bombardear os alvos do Talibã e da Al-Qaeda no Afeganistão durante a Operação Liberdade Duradoura. No terreno, os Estados Unidos, forças aliadas e o grupo resistente afegão da Aliança do Norte lançaram uma campanha militar a 7 de outubro de 2001, às 20h e 57m do Afeganistão. Estes ataques levaram à queda de Mazar-i-Sharif e Cabul em novembro de 2001, com os talibãs e a Al-Qaida se retirando para a fronteira montanhosa com o Paquistão, a Linha Durand. Sob o bombardeio americano no Afeganistão foram mortos cerca de 14 000 pessoas (3 800 civis e mais de 10 mil combatentes do Talibã); mais de 20 000 morrerão da doença e pela fome causadas pela guerra.
Sob os auspícios da ONU, em 5 de dezembro de 2001, reuniu-se as facções afegãs em Bonn e são eleitos 30 membros do governo provisório, liderado por Hamid Karzai, antigo ministro da Defesa e ex-assessor da companhia petrolífera americana Unocal, e em estreitos contatos com a CIA. Após seis meses de governo, o antigo rei Zahir Shah convocou uma Loya Jirga, que elegeu Karzai como presidente e deu-lhe a autoridade para governar por mais dois anos.
Em dezembro de 2001, depois que o governo talibã foi deposto e o novo governo afegão de Hamid Karzai se formou, a Força Internacional de Assistência para Segurança (ISAF) foi criado pelo Conselho de Segurança da ONU para ajudar a ajudar o governo de Karzai e oferecer a segurança básica ao povo afegão.

### Ocupação pela OTAN

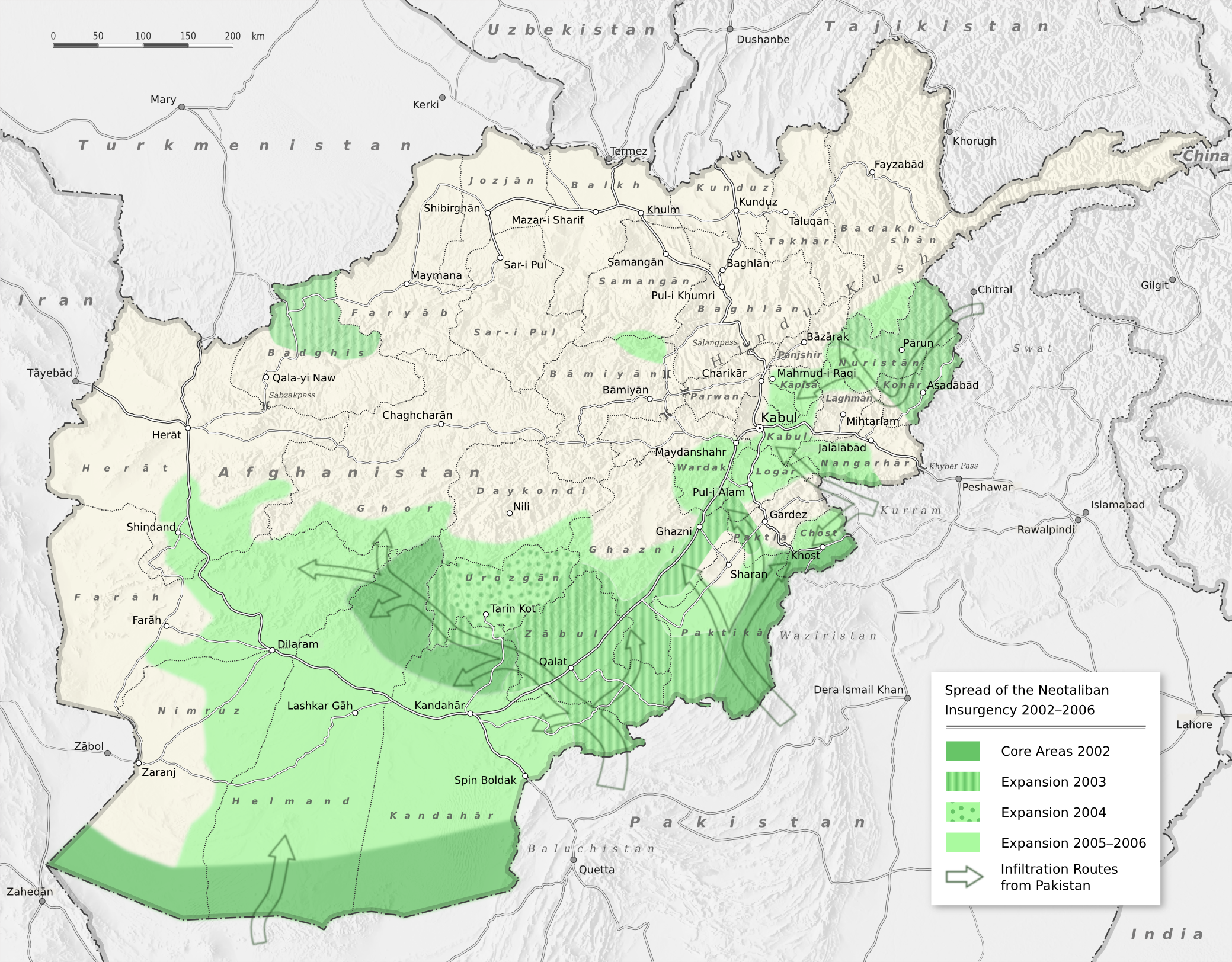
Expansão da insurgência talibã

De 2002 em diante, os talibãs começaram a reagrupar enquanto mais tropas da coalizão entraram na guerra escalada norte-americana com os insurgentes. Enquanto isso, a OTAN assumiu o controle da ISAF em 2003 e a reconstrução do Afeganistão começou, sendo financiada pela comunidade internacional, especialmente pela USAID e outras agências dos Estados Unidos. A União Europeia, Canadá e Índia também desempenham um papel importante na reconstrução.

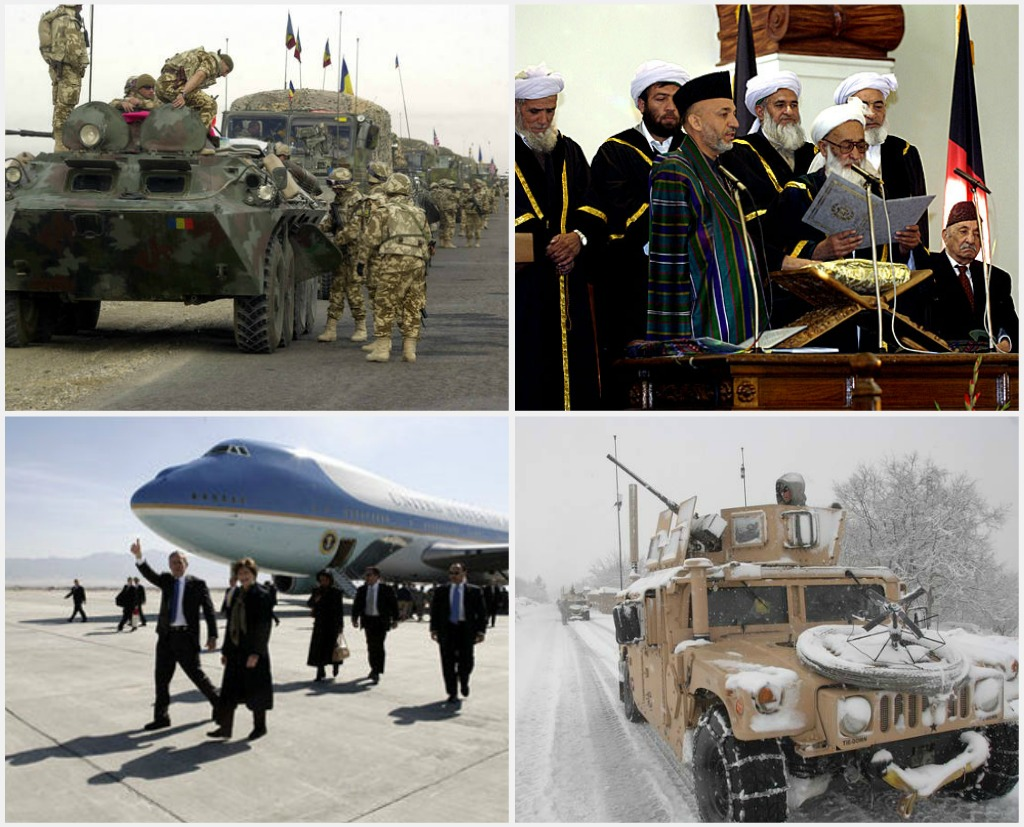
2003-2008

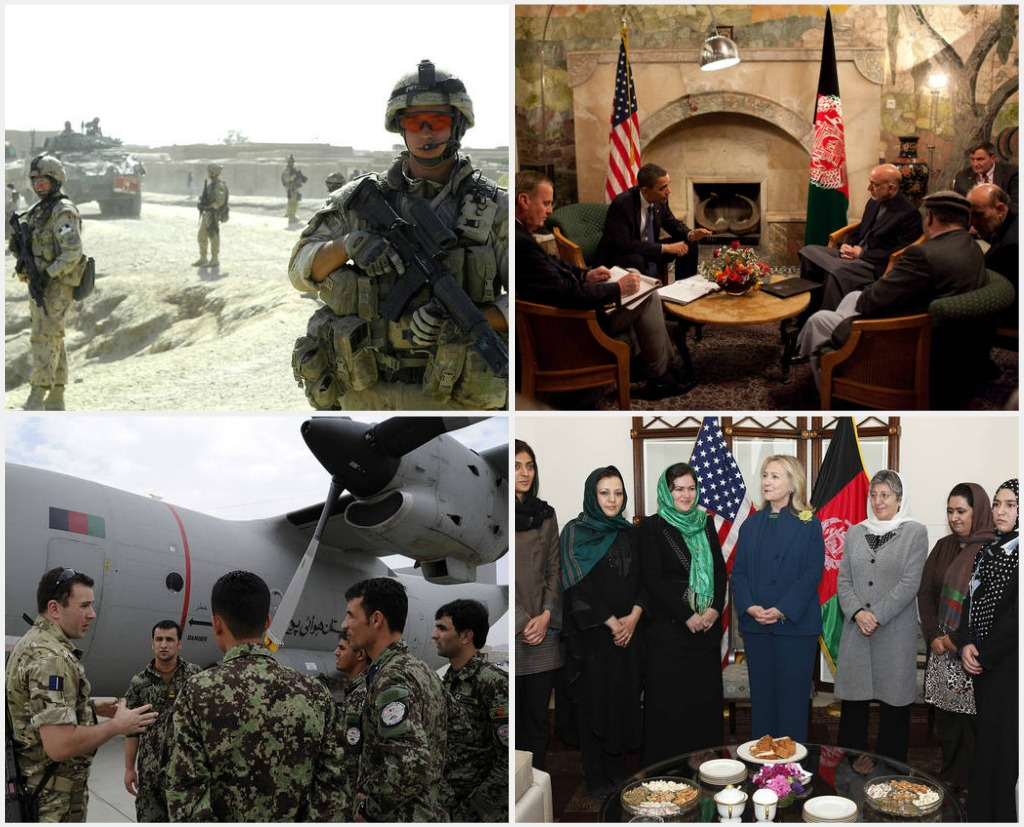
2008-2011

Em 9 de outubro de 2004, Karzai é confirmado chefe de Estado na primeira eleição presidencial direta na história do Afeganistão. Entretanto, o poder de Karzai não vai além dos limites da capital, isso porque o resto do país continua nas mãos dos senhores da guerra sólidamentes ligados a movimentos mujahidin e ao comércio de ópio. Os poderosos líderes derrubados (como o Mulá Omar) pelos Estados Unidos se refugiam no Paquistão, entre 2002 e 2004, e passam a fazer incursões no sul do país, causando a morte de quase 5 000 pessoas, incluindo 200 soldados americanos.
Em 2005, os talibãs avançam em sua força e agora se estendem a todas as províncias do sul e do centro do país. Isso foi possível graças ao comércio de ópio que nunca se cessou e ao financiamento secreto paquistanês.
Assim que os Estados Unidos começaram a bombardear posições militares do país, passaram a caçar e prender terroristas no Afeganistão e envia-los para a base militar na Baía de Guantánamo em Cuba. O governo Bush afirmou que se tratava de combatentes ilegais, e que portanto eles não teriam direito ao tratamento de prisioneiros de guerra, que é regido pelas Convenções de Genebra e reconhece certos direitos básicos, que estariam sendo negados aos presos. Como Guantánamo, apesar de ser uma base norte-americana instalada em território de Cuba contra a vontade desse país, tecnicamente não é território dos Estados Unidos, arrasta-se na Corte Suprema dos Estados Unidos a discussão se os presos têm direito a advogado, a ver familiares e a serem submetidos a um julgamento justo, ou se podem ser sentenciados à morte por uma corte militar sem que a evidência utilizada seja submetida a um debate contraditório.
Inicialmente, a operação norte-americana no Afeganistão teve mais sucesso que no Iraque, desmantelando boa parte do grupo terrorista Al Qaeda que estava sediado no país. Contudo, não devolveu a paz que a nação perdeu desde a invasão soviética. As províncias continuam dominadas pelos senhores da guerra, o Talibã reagrupa-se nas escolas islâmicas do outro lado da fronteira com o Paquistão e a administração local está longe de ser eficiente e honesta. Assim, o Afeganistão continua sendo um dos países mais pobres do mundo, devido aos resultados de 30 anos de guerra, a corrupção entre os políticos de alto nível e a crescente insurgência do Talibã apoiados pelo Paquistão. Os oficiais dos Estados Unidos também acusam o Irã de fornecer suporte limitado para os talibãs, mas afirmaram que é "a um nível pequeno", pois "não é do seu interesse ver o Talibã, um elemento extremista sunita ultraconservador, voltar a assumir o controle do Afeganistão". O Irã tem sido historicamente um inimigo do regime talibã.

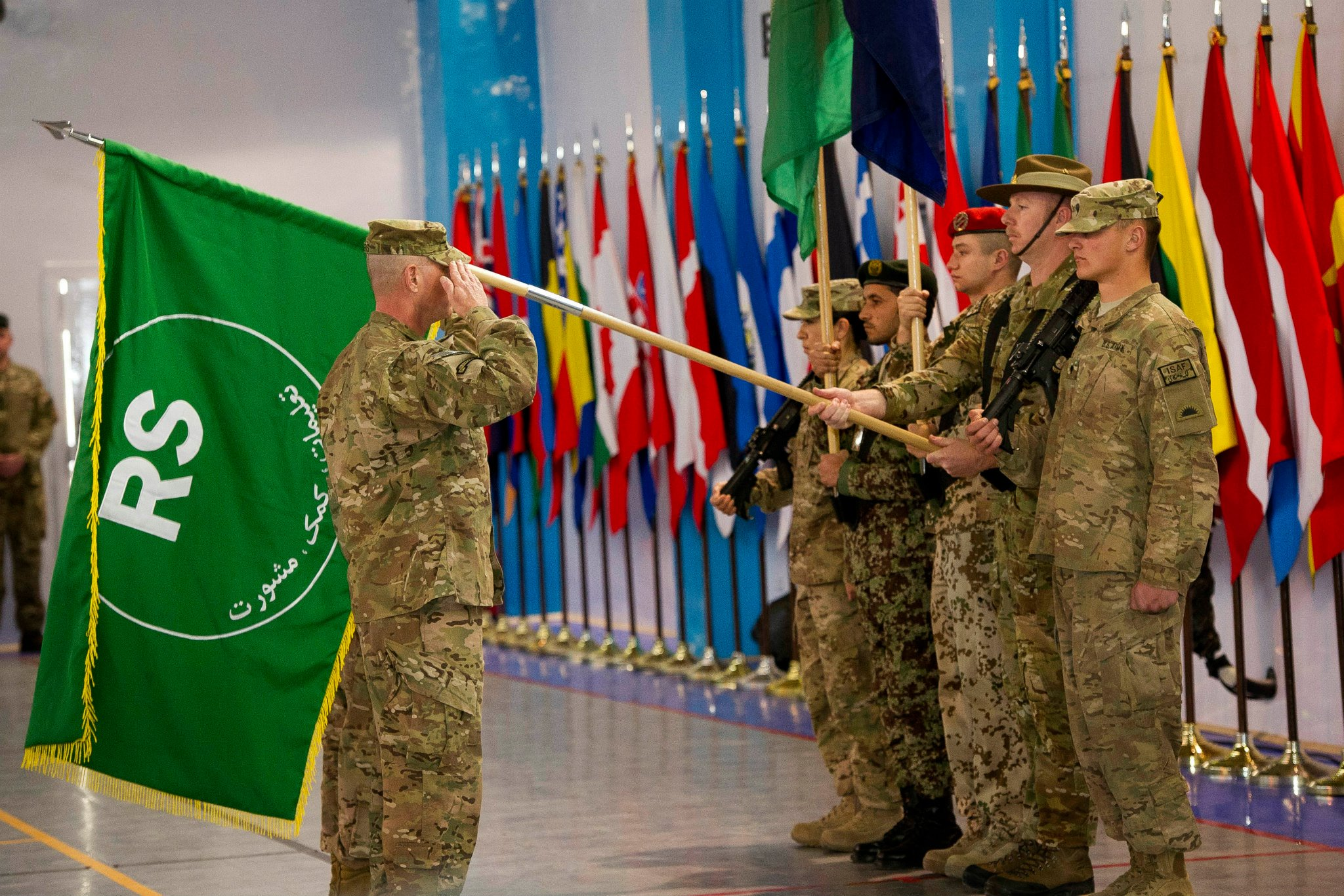
Cerimônia de retirada das tropas da OTAN, no final de 2014

A OTAN e as tropas afegãs nos últimos anos realizaram muitas ofensivas contra o Talibã, mas estas provaram serem incapazes de desalojar completamente a sua presença. Em 2010, o presidente dos Estados Unidos, Barack Obama implantou um adicional de 30 000 soldados ao longo de um período de seis meses e propôs que começará a retirada de tropas até 2012.
Em 12 de Agosto de 2010, documentos vazados no site Wikileaks revelam diversas falsificações de informações oficiais que indicam que a oposição no Afeganistão está muito mais forte que o esperado.
Em 7 de Outubro de 2010, membros do Talibã soltam nota afirmando controlar 75% do país, bem como todas as principais estradas no País.
Em dezembro de 2014, após treze anos, os Estados Unidos e a OTAN oficialmente encerraram suas operações militares no Afeganistão. O novo governo local, liderado pelo presidente Ashraf Ghani ainda enfrenta divisões internas e uma insurgência cada vez mais ativa.

### Volta do Talibã
Desde 2016, o Talibã lentamente começou a se reconstruir, ao ponto que em 2020, eles já estavam mais fortes do que qualquer período na década anterior. Em 2020, os Estados Unidos começou sua retirada do Afeganistão, que aumentou consideravelmente em 2021. Aproveitando-se da situação incerta, o Talibã iniciou uma grande ofensiva contra o governo central afegão, tomando grandes porções do país. Em 15 de agosto de 2021, a capital Cabul foi tomada pelos talibãs, o Presidente Ashraf Ghani fugiu do país e o governo afegão entrou em colapso, com o Talibã assumindo como o novo governo.